# Notheme agathon
Notheme agathon är en fjärilsart som beskrevs av Felder 1865. Notheme agathon ingår i släktet Notheme och familjen Riodinidae. Inga underarter finns listade i Catalogue of Life.